# 电蛛
電蛛（學名：Electrocteniza）是螲蟷科下一屬已滅絕的蜘蛛，其下只有一個物種Electrocteniza sadilenkoi。牠們生存於始新世早期的歐洲，目前只有一個化石標本，模式標本，在2000年發現，牠們主要以小動物為食，因此是個捕食者，牠們的體長約5.88毫米。

## 外部連結
- Electrocteniza[永久] in the Paleobiology Database